# Irina Dziuba
Irina Jurjevna Dziuba (ryska: Ирина Юрьевна Дзюба), född den 16 december 1980 i Novosibirsk, Ryska SFSR, är en före detta rysk gymnast.
Hon tog OS-brons i rytmisk gymnastik för trupper i samband med de olympiska gymnastiktävlingarna 1996 i Atlanta.